# Кручиніна Ольга Семенівна
Ольга Семенівна Кручиніна (нар. 24 червня 1917, Воронеж, Російська імперія — 13 грудня 2007, Москва, Росія) — радянська і російська художниця по костюмах, художниця кіно, освітянка. Заслужений працівник культури РРФСР (1969). Народний художник Російської Федерації (27.04.2002).

## Життєпис
Народилась в Воронежі. Батько — Кручинін Семен Григорович, спадковий почесний громадянин; мати — Кручиніна Олександра Іванівна (до шлюбу Рождественська).
У 1941 закінчила Московський текстильний інститут. Кілька років працювала художницею-модельєркою в Московському Будинку моделей на Кузнецькому мосту, де отримала унікальний досвід створення різноманітних фасонів одягу та роботи з різними тканинами.
У 1945—1982 рр. — художниця кіно. Дебют в кінематографі — ескізи костюмів до фільму «П'ятнадцятирічний капітан» (1945) кіностудії ім. М. Горького. Авторка костюмів більш до понад 40 кінофільмів і постановок. Працювала на картинах видатних радянських режисерів: М. Калатозова, С. Юткевича, О. Птушка, С. Бондарчука, Г. Александрова, Е. Рязанова, В. Басова, А. Смирнова і багатьох інших. Ряд фільмів був відзначений преміями на міжнародних кінофестивалях.
У 1962—1964 роки викладала на художньому факультеті Текстильного інституту.
Засновниця кафедри художників по костюмах ВДІКу.
У 1977—2002 рр. викладала у ВДІКу — керувала майстернею художника-постановника по костюму (серед багатьох учнів — російська художниця по костюмах, лауреатка кінопремії «Ніка» Наталія Дзюбенко).
Померла 13 грудня 2007 року. Похована в Москві, на Троєкуровському цвинтарі.

## Фільмографія
Художниця-постановниця:
- «Старовинний водевіль» (1946, у співавт.; реж. Ігор Савченко)

Художниця по реквізиту:
- «Великий воїн Албанії Скандербег» (1953, у співавт.; реж. Сергій Юткевич)

Художниця по костюмах:
- «П'ятнадцятирічний капітан» (1945, реж. Василь Журавльов)
- «Кам'яна квітка» (1946, реж. Олександр Птушко)
- «Сільська вчителька» (1947, реж. Марк Донской)
- «Композитор Глінка» (1952, реж. Григорій Александров)
- «Вірні друзі» (1954, реж. Михайло Калатозов)
- «Садко» (1952, реж. Олександр Птушко)‎
- «Великий воїн Албанії Скандербег» (1953, реж. Сергій Юткевич)
- «Ілля Муромець» (1956, реж. Олександр Птушко)
- «Отелло» (1955, реж. Сергій Юткевич)
- «Ходіння за три моря» (1958, радянсько-індійський фільм, реж. Василь Пронін, Ходжа Аббас)
- «Вісімнадцятий рік» (трилогія «Ходіння по муках» 1957—1959) (1958, реж. Григорій Рошаль, Мері Анджапаридзе)
- «Василь Суриков» (1959, у співавт. з М. Абар-Баранівською; реж. Анатолій Рибаков)
- «Похмурий ранок» (трилогія «Ходіння по муках» 1957—1959) (1959, реж. Григорій Рошаль, Мері Анджапаридзе)
- «Червоні вітрила» (1961, реж. О. Птушко)
- «Російський сувенір» (1963, у співавт.; реж. Григорій Александров)
- «Гусарська балада» (1962, реж. Ельдар Рязанов)
- «Бий, барабане!» (1962, реж. Олексій Салтиков)
- «Це сталося в міліції» (1963, реж. Віллен Азаров)
- «Казка про втрачений час» (1964, реж. О. Птушко) ‎ ‎
- «Ленін в Польщі» (1965, реж. С. Юткевич)
- «Казка про царя Салтана» (1966, реж. Олександр Птушко)
- «Перший кур'єр» (1967, радянсько-болгарський фільм, реж. Володимир Янчев)
- «Зигзаг удачі» (1968, реж. Ельдар Рязанов)
- «Руслан і Людмила» (1972, реж. О. Птушко)
- «Небезпечний поворот» (1972, телефільм, реж. Володимир Басов)
- «Нейлон 100 %» (1973, реж. Володимир Басов)
- «Вибір цілі» (1974, реж. Ігор Таланкін)
- «Іронія долі, або З легким паром!» (1975, телефільм, реж. Ельдар Рязанов)
- «Дні Турбіних» (1976, телефільм, реж. Володимир Басов)
- «Міміно» (1977, реж. Георгій Данелія)
- «Любов моя, печаль моя» (1978, радянсько-турецький фільм, реж. Аждер Ібрагімов)
- «Вірою і правдою» (1979, реж. Андрій Смирнов)
- «Червоні дзвони. Фільм 1. Мексика у вогні» (1982, реж. Сергій Бондарчук) та ін.